# Phrynopus valquii
Phrynopus valquii es una especie de anfibio anuro de la familia Craugastoridae.

## Distribución geográfica
Esta especie es endémica de la provincia de Pataz en la región de La Libertad en Perú. Se encuentra en las cercanías de Parcoy entre los 4025 y 4123 m sobre el nivel del mar en Cerro Alto Chucaro y Cerro Mush Mush.

## Descripción
Los machos miden de 21 a 26 mm y las hembras de 26 a 31 mm.

## Etimología
Esta especie lleva el nombre en honor a Thomas Holger Valqui Haase.

## Publicación original
- Chávez, Santa Cruz, Rodríguez & Lehr, 2015: Two new species of frogs of the genus Phrynopus (Anura: Terrarana: Craugastoridae) from the Peruvian Andes. Amphibian & Reptile Conservation, vol. 9, n.º 1, e105, p. 15–25[4]